# Metro Cash & Carry

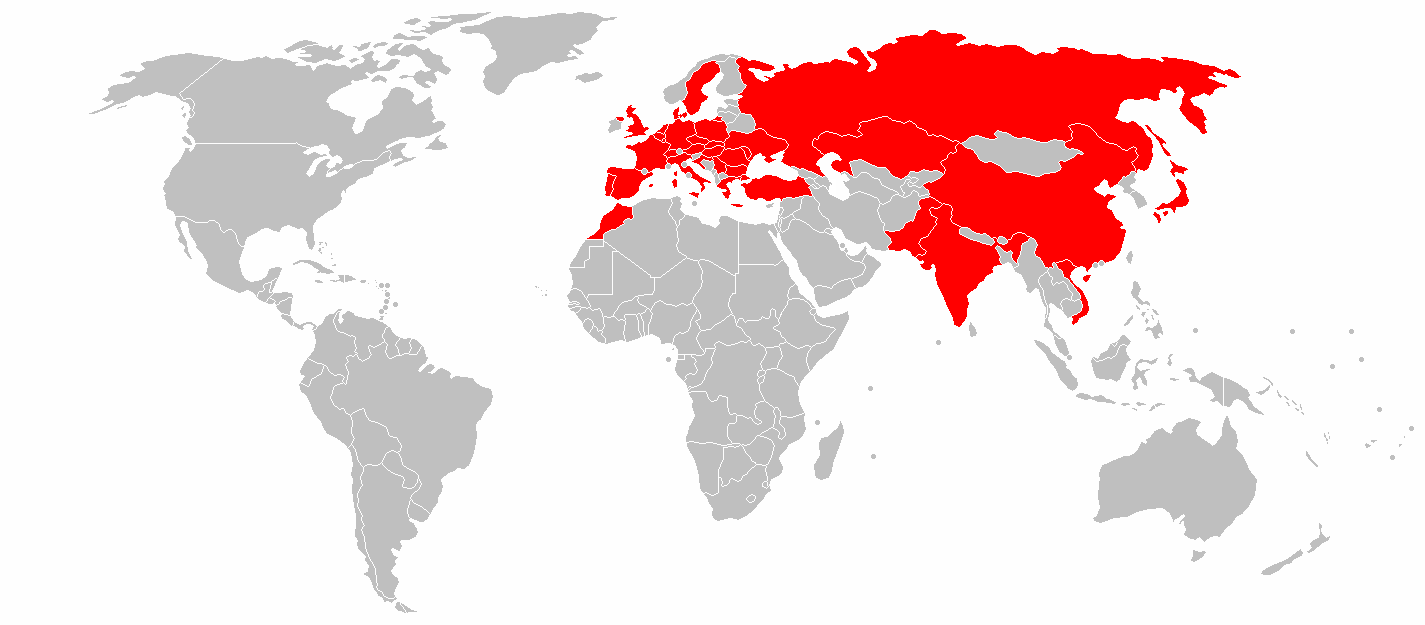
Országok, ahol a Metro jelen van

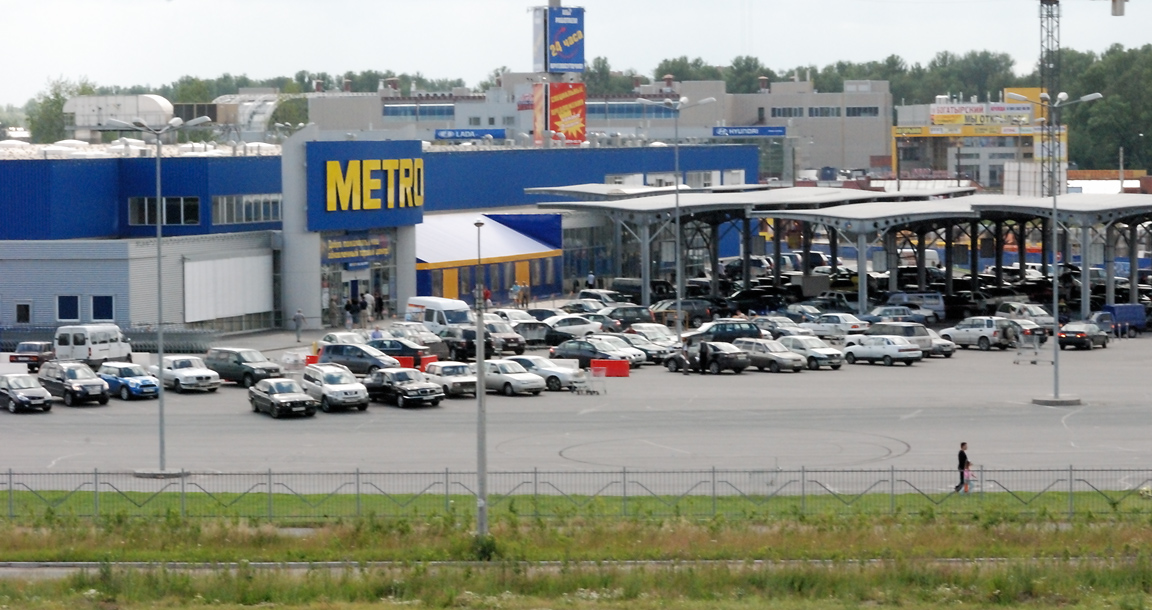
Egy Metro áruház Szentpétervárott

A Metro Cash & Carry egy német nemzetközi nagykereskedelmi áruházlánc. Anyacége, a Metro AG, düsseldorfi központú holdingcég, mely a világ egyik vezető kereskedelmi cégcsoportja. A METRO 2025 márciusában több mint 30 országban van jelen. Az üzlethálózat összesen 623 üzletből áll 21 országban, amelyek közül 523 kínál házhozszállítást, valamint 94 saját raktárból. 12 országban a METRO kizárólag kiszállítási tevékenységet végez.
A Metro Market Kereskedelmi és Szolgáltató Kft. 1993 óta van jelen Magyarországon. A hazai piacra elsőként lépett be a nemzetközi kereskedelmi vállalatok közül. Jelenleg 13 áruháza van az ország nagyvárosaiban. 2010-ben a vállalat 2 600 dolgozót foglalkoztatott, az értékesítés nettó árbevétele meghaladta a 182 milliárd Ft-ot.

## Metro Cash & Carry külföldön
A hagyományos elosztó nagykereskedelem képtelen volt kielégíteni a kisvállalkozók egyre növekvő, átfogó és gyors áruellátási igényeit. Új értékesítési és vezetési módszerekre volt szükség. Az akkor kifejlesztett Metro értékesítési koncepció pontosan ezeknek az elvárásoknak felelt meg.
Az első Cash & Carry áruház Mülheim an der Ruhr-ban nyílt meg, 1964-ben.
Az alapító a német kereskedelem meghatározó alakja, dr. Otto Beisheim (1924–2013) volt. A Metro céget kölcsönből alapította, majd hosszú évekig vezette és hozzájárult az üzletlánc terjeszkedéséhez. Az üzletember a Metro részvények 10%-ával rendelkezett, vagyonát 4,8 milliárd euróra becsülték, amivel a húsz leggazdagabb német közé tartozott. Vagyonából milliókat adományozott egyetemek, iskolák, múzeumok, sportegyesületek számára. Ugyanakkor kerülte a nyilvánosságot, a Metro közgyűléseken Müller álnéven vett részt. A világ minden táján voltak ingatlanai, így Svájcban, Franciaországban és az USA-ban. Gyógyíthatatlan betegsége miatt önkezével vetett véget életének.
A vállalkozás áttörést hozott az akkori nagykereskedelemben. Számos áruféleséget lehetett kapni ugyanazon a helyen (a „mindent egy helyen” elve). A másik áttörést az jelentette, hogy a korabeli katalógusáruházaktól eltérően minden termék azonnal megvásárolható volt, nem kellett rájuk várni; ez a „cash & carry” (vedd és vidd) elve.
Az áruház célja a kisvállalkozói igények széles körű kielégítése volt, ezért lényegesen nagyobb és átfogóbb kínálatot biztosított, mint az akkoriban szokásos nagykereskedelmi egységek. Ennek megfelelően az eladótér is nagy volt, 14 000 m2, ami akkoriban újdonságnak számított. A német tőzsdén jegyzett cég azóta is töretlenül fejlődik és továbbra is családi kézben van.
A METRO Cash & Carry jelenleg világszerte 26 országban van jelen, 750-nél több önkiszolgáló áruházzal. A cég több mint 100 ezer dolgozót alkalmaz. Forgalma 2007-ben 31,7 milliárd euró volt. A Metro Cash & Carry a világ egyik legfontosabb kereskedelmi lánca. 2007-ben a csoport forgalma elérte a 64,3 milliárd eurót. A cég alkalmazottainak összlétszáma több mint 280 ezer fő, 31 országban, 2 200 üzletettel. A cégcsoportot az alábbi, önállóan működő egységek alkotják: Metro/Makro Cash & Carry, Real hipermarketlánc, Media Markt és Saturn, valamint a Galeria Kaufhof áruházak.

## Magyarországi története
1993-ban létrejött a Metro Market Kereskedelmi és Szolgáltató Kft. Ezzel kezdődött az első áruházak építésének előkészítése. 1994-ben egy napon, egyszerre nyitották meg az első két Metro áruházat Budaörsön és Ferencvárosban. A következő évben beindult a vidéki terjeszkedés: Metro áruházak nyíltak Debrecenben és Pécsett. 1996-ban megnyitotta kapuit a szegedi, a miskolci és a kelet-pesti (Fót melletti) áruház. 1997 májusában átadták a győri Metrót. A cég ez év végére Magyarország vezető fogyasztásicikk-kereskedőjévé vált.
1998-ban a Metro magyar teamje – sikereinek elismerésképpen – feladatokat kapott a cég bulgáriai terjeszkedésében. Az első két ottani áruház 1999 tavaszán nyílt meg (Szófia és Plovdiv). Közben a hazai Metro áruházakban megkezdődött a vevőkiszolgálás fejlesztése: bővült az áruházak alapterülete, megnövelték a kasszazónákat.
1999-ben megnyílt a nyíregyházi Metro, a meglévők bővítése pedig folytatódott. A millennium évében – a ferencvárosi áruház átépítésével – létrejött a 21. század új áruháztípusa: nagyobb lett az élelmiszerkínálati terület, pékséget és borcsarnokot alakítottak ki, változott a nem-élelmiszer termékek eladóterének megjelenése, tágasabb lett a bejárat, szélesebbek a közlekedőutak, a „profi” vevőket külön bejárat szolgálta, előtérbe került a multimédia.
2001-ben Szombathelyen és Székesfehérváron adtak át egy-egy új áruházat. További fejlesztések indultak meg Ferencvárosban és Budaörsön, újabb bővítésekkel és a nem-élelmiszer termékek eladóterének átalakításával. 2002 nyarán megnyílt a 12. Metro áruház Kecskeméten, ősszel pedig megindult a szegedi áruház átépítése. A megújult pécsi áruházat 2003-ban adták át. A következő év nyarán megnyílt a 13. Metro áruház Budakalászon. A cég 2008-ban folytatta egységei felújítását és a kiszolgálás fejlesztését. Ennek eredményeként egy évvel később a budakalászi és székesfehérvári áruház újult meg.
2010-ben a cég Magyarországon teljesen egyedülálló tudásközpontot adott át: a Metro Vevőakadémiát. Ekkor indult az országosan elérhető kiszállítás is. 2011-ben színre lépett a Metro Facebook- és YouTube-oldala. Saját internetes felületeinek fejlesztésével a cég létrehozta webáruházait. Az első magyarországi drive-in Keszthelyen létesült. Ekkortól az összes Metro áruházban kaphatók friss édesvízi és tengeri halak.
2012-ben megújult a budaörsi áruház.

## Metro áruházak Magyarországon
| #   | Cím                                       | Nyitás | Megjegyzés            |
| --- | ----------------------------------------- | ------ | --------------------- |
| 1.  | 2041 Budaörs, Keleti utca 3.              | 1994   | felújítás: 2012       |
| 2.  | 1097 Budapest, Gyáli út 37.               | 1994   |                       |
| 3.  | 4032 Debrecen, Külső Balmazújvárosi út 3. | 1995   | az első vidéki áruház |
| 4.  | 7634 Pécs, Makay István út 6.             | 1995   |                       |
| 5.  | 6728 Szeged, Budapesti út 1.              | 1996   | felújítás: 2002       |
| 6.  | 3527 Miskolc, József Attila utca          | 1996   |                       |
| 7.  | 1152 Budapest, Városkapu utca 9.          | 1996   |                       |
| 8.  | 9012 Győr, Mérföldkő utca 11.             | 1997   |                       |
| 9.  | 4400 Nyíregyháza, Debreceni út            | 1999   |                       |
| 10. | 9700 Szombathely, 11-es Huszár út 210.    | 2001   |                       |
| 11. | 8000 Székesfehérvár, Jezsuita utca 1.     | 2001   | felújítás: 2008       |
| 12. | 6000 Kecskemét, Úrrét 236.                | 2002   | felújítás: 2024       |
| 13. | 2011 Budakalász, Lupa-szigeti út 2.       | 2003   | felújítás: 2008       |

## A METRO cég saját márkái
- ARO
- Sigma
- Fairline
- Fine Life
- Rioba
- Metro Chef
- Metro professional
- Metro Premium